# 科帕沃于尔手球俱乐部
科帕沃于尔手球俱乐部，是冰岛的一个体育俱乐部，位于科帕沃尔。该俱乐部主要有手球队和足球队。其足球队现时参加冰島足球超級聯賽。

## 历史
该俱乐部的创立可以追溯到1969年，但正式成立于1970年1月26日。当时只有手球队，1992年时建立了足球队。之前一直在低级别的足球联赛中参赛，2007年首次参加最高级别的足球联赛。